# Michel Paty
Pour les articles homonymes, voir Paty.
Michel Paty est un physicien, historien, philosophe des sciences, écrivain, poète et professeur français né le 12 mars 1938 à Bordeaux.

## Biographie
Michel Paty est physicien, il a passé une thèse en sciences physiques à l'Université d'Orsay en 1965, et a été chercheur en physique des particules élémentaires entre 1961 et 1983. Il est aussi philosophe, ayant passé une thèse en philosophie à l'Université de Strasbourg en 1977, sur l'œuvre de l'encyclopédiste Jean le Rond d'Alembert. 
Il est professeur d'histoire et de philosophie des sciences à l'Université Paris-Diderot et directeur de recherche au CNRS (émérite), dans ces mêmes domaines, au sein du laboratoire SPHERE (anciennement REHSEIS). Il a publié deux livres sur d'Alembert, issus de sa thèse, ainsi que deux livres sur Albert Einstein, issus de ses recherches dans les archives du père de la relativité à Chicago. 
Il a publié un grand nombre d'autres articles sur des sujets divers en relation avec les sciences, la philosophie et la philosophie des sciences. 
Il a aussi travaillé sur d'autres auteurs comme Henri Poincaré, Paul Langevin, Jacques Merleau-Ponty, Kurt Gödel, Kant ou Spinoza.  Il a dirigé plus de trente-cinq thèses. 
Il mène des recherches conjointement en France et au Brésil sur ces sujets depuis plusieurs années.

## Prix et récompenses
Il a obtenu le Prix Grammaticakis-Neumann de l'Académie des sciences en 1986 pour ses travaux en épistémologie et histoire de la physique contemporaine, ainsi que le Prix de la Fondation Gégner, de l'Académie des sciences morales et politiques, pour son livre La matière dérobée: l'appropriation critique de l'objet de la physique contemporaine.

## Publications
- L'inséparable quantité en perspective: corrélations à distance, théorie de la mesure et probabilité, avec Jean Dieudonné, René Thom et Maurice Loi, IREM, 1983.
- La matière dérobée: l'appropriation critique de l'objet de la physique contemporaine, Paris, Vrin, 1988.
- Les particules et l'univers, avec Jean Audouze et Paul Musset, Paris, PUF, 1990.
- Einstein philosophe: la physique comme pratique philosophique, Paris, PUF, 1993.
- Albert Einstein ou la création scientifique du monde, Paris, Belles-Lettres, 1997.
- D'Alembert ou la raison physico-mathématique au siècle des Lumières, Paris, Belles-Lettres, 1998.
- Paul Langevin, la relativité et les quanta, Bulletin de la Société française de physique, 1999.
- L'analyse critique des sciences: Le tétraèdre épistémologique (science, philosophie, épistémologie, histoire des sciences), Paris, L'Harmattan, 2000.
- Analyse et dynamique: études sur l'œuvre de d'Alembert, Presses de l'Université de Laval, 2002.
- Poincaré, Langevin et Einstein, Épistémologiques, 2002.
- Sur la science cosmologique: conditions de possibilité et problèmes philosophiques, avec Jacques Merleau-Ponty et Jean-Jacques Szczeciniarz, Paris, EDP Sciences, 2003.
- La physique du XXe siècle, Paris, EDP Sciences, 2003.
- Chaos et systèmes dynamiques: éléments pour une épistémologie, avec Tatiana Roque et Sara Franceschelli, Hermann, 2007.